# Lilia tygrysia
Lilia tygrysia (Lilium lancifolium) – gatunek z rodziny liliowatych pochodzący z wschodniej Azji.

## Morfologia
PokrójRoślina cebulowa o wzniesionych pędach kwiatostanowych, osiągających wysokość 60-150 cm.
LiścieRównowąskie, lancetowate, długości 6-10 cm ułożone skrętolegle.
KwiatyPojedyncze, sześciopłatkowe, o listkach okwiatu charakterystycznie wywiniętych na zewnątrz.

## Rozmnażanie
Poprzez cebule, wytwarza także cebulki powietrzne w kątach liści.